# Gare de Kayashima
La gare de Kayashima (萱島駅, Kayashima-eki) est une gare ferroviaire située dans la ville de Neyagawa, dans la préfecture d'Osaka au Japon. Elle est exploitée par la compagnie Keihan et présente la particularité d'être construite autour d'un arbre dont l'âge est estimé à environ 700 ans.

## Situation ferroviaire
La gare de Kayashima est située au point kilométrique (PK) 12,8 de la ligne principale Keihan.

## Histoire
La gare de Kayashima est inaugurée le 15 avril 1910. En 1972, la compagnie Keihan, tenant compte de l'évolution démographique de la banlieue nord-est d'Osaka, entame une extension du réseau ferroviaire local, en construisant une voie surélevée de la gare de Doi (en) de Moriguchi au poste d'aiguillage Neyagawa, à Neyagawa. Le projet nécessitant un déplacement de la gare de Kayashima, la compagnie ferroviaire acquiert le domaine d'un sanctuaire shinto proche de la gare : le Kayashima-jinja,. Face à l’opposition des riverains, soucieux de préserver le camphrier sacré du lieu saint,, la compagnie revoit ses plans et décide d’aménager la nouvelle gare autour de l'arbre vieux de 700 ans — il a été planté à l'époque de Kamakura (1185 – 1333) —. La nouvelle desserte de la ligne principale Keihan est terminée en 1980. Un sanctuaire shinto a été établi au pied de l'arbre, haut de 20 m et dont le tronc présente une circonférence de 7 m,,.

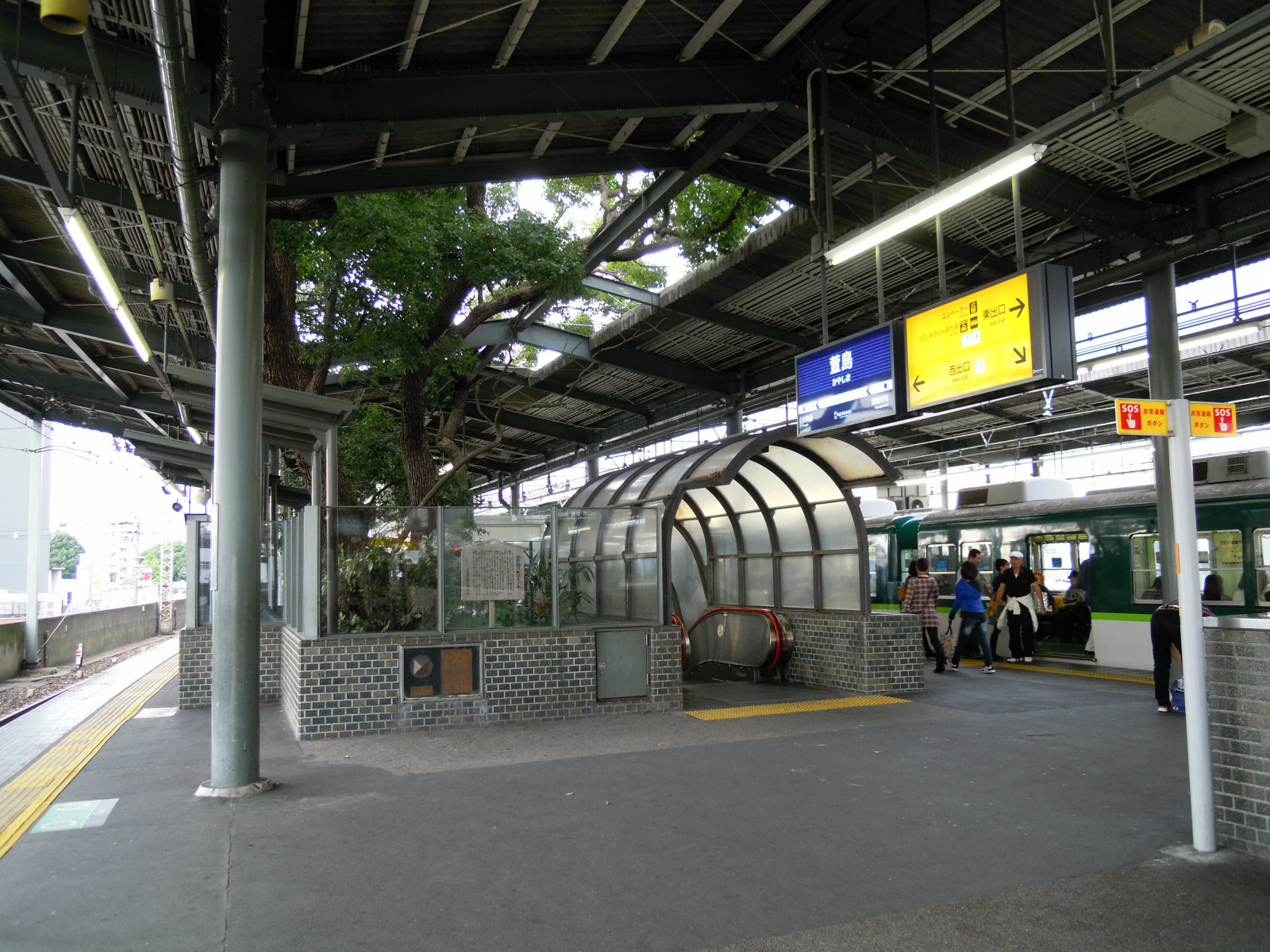
L'arbre au milieu de la gare.
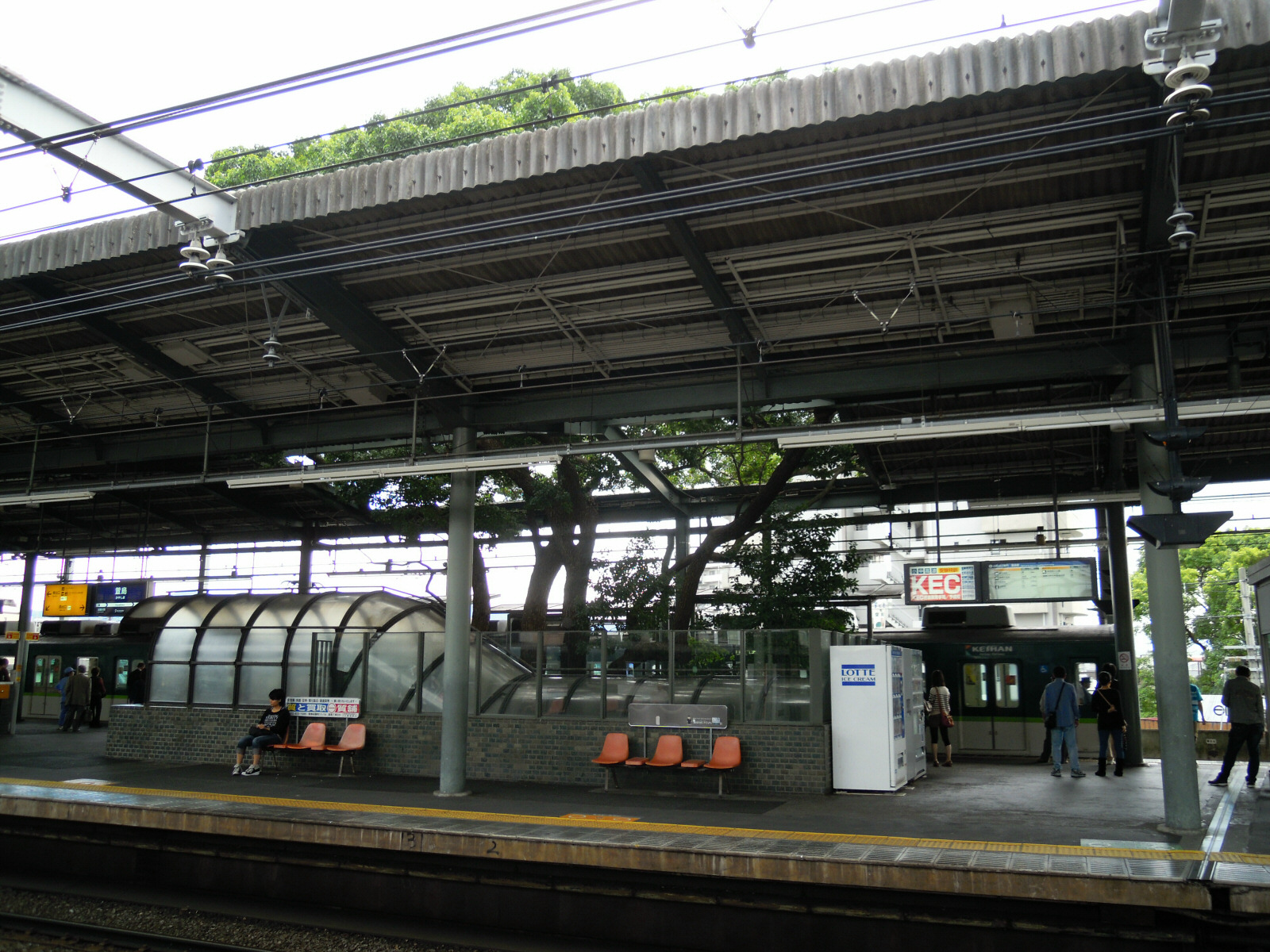
Autre vue de l'arbre.
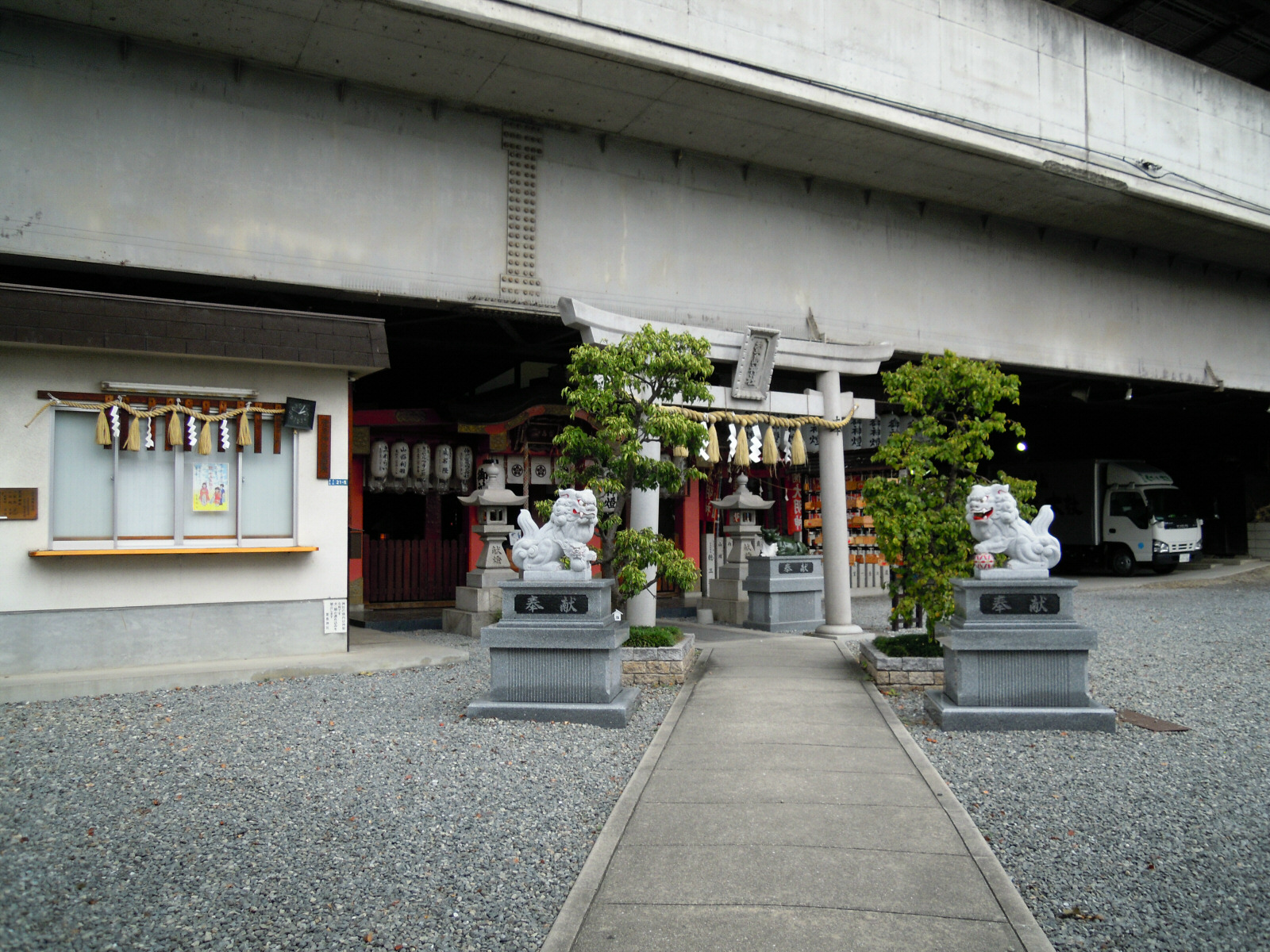
Le sanctuaire Kayashima.

## Services aux voyageurs

### Accès et accueil
La gare, ouverte tous les jours, dispose de guichets de vente et des distributeurs automatiques.

### Desserte
- Ligne principale Keihan :
  - voies 1 et 2 : direction Hirakatashi et Sanjō (interconnexion avec la ligne Keihan Ōtō pour Demachiyanagi) ;
  - voies 3 et 4 : direction Yodoyabashi et Nakanoshima.